# Zmarli w lutym 2016

## Luty 2016
- 29 lutego
  - Alice Arlen – amerykańska scenarzystka filmowa[1]
  - Gil Hill – amerykański policjant, przewodniczący Rady Miasta Detroit, aktor[2]
  - Wincenty Kulik – polski działkowiec, wiceprezes Polskiego Związku Działkowców, kawaler orderów[3]
  - Hannes Löhr – niemiecki piłkarz i trener piłkarski[4]
  - Francis Xavier Osamu Mizobe – japoński duchowny katolicki, biskup[5]
  - Louise Rennison – brytyjska pisarka[6]
  - Marian Zagórny – polski rolnik i działacz związkowy[7]
  - Piotr Zalewski – polski laryngolog, płk. prof. dr hab. n. med.[8][9]
- 28 lutego
  - Adam Augustyn – polski prozaik[10]
  - Moisés Blanchoud – argentyński duchowny katolicki, arcybiskup[11]
  - Władysław Dmochowski – polski działacz podziemia niepodległościowego w czasie II wojny światowej, kawaler orderów[12]
  - Frank Kelly – irlandzki aktor[13]
  - George Kennedy – amerykański aktor[14]
  - Andrzej Kozłowski – polski działacz turystyczny, prezes Polskiej Organizacji Turystycznej[15]
  - Patrick Laubier – francuski duchowny rzymskokatolicki, socjolog i publicysta[16]
  - Pierre Perrone – francuski dziennikarz muzyczny[17]
  - Raúl Sánchez – chilijski piłkarz[18]
  - Marta Stryjecka-Zimmer – polska biochemik[19]
  - Stanisław Wellisz – polski ekonomista, profesor Uniwersytetu Warszawskiego[20]
  - Arkadiusz Zając – polski piłkarz[21]
- 27 lutego
  - Jerzy Błaszczyk – polski płetwonurek[22]
  - Dariusz Kwiatkowski – polski koszykarz[23]
  - Antoni Onak – polski redemptorysta[24]
  - Maria Przybylska-Więckowska – polska aktorka teatralna, poetka, animatorka kultury[25]
  - Elżbieta Maria Skierska – polski biolog, profesor nadzwyczajny Akademii Wychowania Fizycznego im. Józefa Piłsudskiego w Warszawie[26]
- 26 lutego
  - Andy Bathgate – kanadyjski hokeista[27]
  - Karl Dedecius – niemiecki tłumacz i popularyzator literatury polskiej i rosyjskiej[28]
  - Don Getty – kanadyjski polityk[29]
  - Juan Conway McNabb – peruwiański duchowny katolicki, biskup[30]
- 25 lutego
  - Tony Burton – amerykański aktor[31]
  - John Chilton – brytyjski trębacz jazzowy[32]
  - Wiesław Dygoń – polski trener narciarski[33]
  - Jan Fiutak – polski fizyk, prof. zw. dr hab.[34]
  - Irén Psota – węgierska aktorka[35]
  - Zdeněk Smetana – czeski reżyser, animator, scenarzysta i producent[36]
  - Mariusz Szyperko – polski fotoreporter[37]
- 24 lutego
  - Lennie Baker – amerykański piosenkarz i saksofonista rockowy[38]
  - Ryszard Bender – polski historyk, publicysta, profesor Wydziału Nauk Humanistycznych Katolickiego Uniwersytetu Lubelskiego, poseł oraz senator[39]
  - Michael D’Rozario – bengalski duchowny katolicki, biskup[40]
  - Rafael Iriondo – hiszpański piłkarz[41]
  - Peter Kenilorea – salomoński polityk, pierwszy premier Wysp Salomona[42]
  - Zenon Łakomy – polski piłkarz ręczny i trener, reprezentant Polski[43]
  - Nabil Maleh – syryjski reżyser, scenarzysta, producent, malarz i poeta[44]
  - Jordan Sokołow – bułgarski polityk[45]
  - Grzegorz Tusiewicz – polski krytyk jazzowy i publicysta muzyczny[46]
- 23 lutego
  - Jerzy Bogdan Baranowski – polski historyk sztuki, konserwator zabytków[47]
  - Ramón Castro Ruz – kubański polityk, rewolucjonista, brat Fidela i Raúla Castro[48]
  - Romuald Kolman – polski specjalista w zakresie organizacji i zarządzania, prof. zw. dr hab. inż., prekursor kwalitologii w Polsce[49]
  - Natan Tenenbaum – polski satyryk, poeta i autor tekstów scenicznych[50]
- 22 lutego
  - Saturnin Borowiec – polski specjalista inżynierii i ochrony środowiska, prof. zw. dr hab.[51]
  - Tommy Bryceland – szkocki piłkarz[52]
  - Jacek Cieszewski – polski dziennikarz[53]
  - Yolande Fox – amerykańska śpiewaczka operowa, Miss Ameryki 1951[54]
  - Sonny James – amerykański piosenkarz country[55]
  - Danuta Kiełczewska – polski fizyk, specjalistka w zakresie cząstek elementarnych, prof. dr hab. Uniwersytetu Warszawskiego[56]
  - Douglas Slocombe – brytyjski operator filmowy[57]
- 21 lutego
  - Eric Brown – brytyjski pilot doświadczalny[58]
  - Piotr Grudziński – polski gitarzysta, członek metalowego zespołu Riverside[59]
  - Roman Haber – polski trener koszykarski, działacz sportowy, dyrektor AZS-u Poznań[60]
  - Adrian Małecki – polski koszykarz[61]
  - Peter Marlow – brytyjski fotograf, członek Magnum Photos[62]
  - Czesław Staszczak – polski działacz partyjny, przewodniczący Wojewódzkiej Rady Narodowej w Białej Podlaskiej, wiceminister spraw wewnętrznych oraz szef Służby Polityczno-Wychowawczej (1987–1990)[63]
- 20 lutego
  - Fernando Cardenal – nikaraguański jezuita i polityk[64]
  - Ryszard Filipiak – polski hokeista[65]
  - Kim Seong-jip – południowokoreański sztangista[66]
  - Michał Łabaszczuk – polski filolog, profesor nadzwyczajny Akademii Techniczno-Humanistycznej w Bielsku-Białej[67]
  - Jan Modrzakowski – polski bokser[68]
  - Muhamed Mujić – jugosłowiański piłkarz[69]
- 19 lutego
  - Tamierłan Aguzarow – rosyjski polityk, przywódca Osetii Północnej w latach 2015–2016[70]
  - Ilija Dobrew – bułgarski aktor[71]
  - Umberto Eco – włoski pisarz, filozof, felietonista[72]
  - Harper Lee – amerykańska pisarka i publicystka[73]
  - Krzysztof Rościszewski – polski reżyser teatralny, dyrektor Teatu im. Stefana Jaracza w Olsztynie w latach 1975–1977 oraz 1978–1984[74]
  - Edward Rylukowski – polski działacz podziemia niepodległościowego w czasie II wojny światowej, wydawca, fotografik[75]
  - Vi Subversa – angielska gitarzystka i wokalistka anarcho-punkowego zespołu Poison Girls[76]
  - Samuel Willenberg – izraelski rzeźbiarz i malarz polsko-żydowskiego pochodzenia, uczestnik buntu w obozie w Treblince oraz powstania warszawskiego[77]
- 18 lutego
  - Jim Davenport – amerykański baseballista[78]
  - Rosario Ferré – portorykańska pisarka, poetka i eseistka[79]
  - Barbara Janik – polska urzędniczka państwowa i menedżer, podsekretarz stanu w Rządowym Centrum Studiów Strategicznych (2003–2005)[80]
  - Zygmunt Jonas – polski lekarz, profesor[81]
  - Zdzisław Oleszek – polski koszykarz, działacz sportowy, prezes Klubu Sportowego Cracovia w latach 1981–1984, kawaler orderów[82]
- 17 lutego
  - Apolinary Brodecki – polski specjalista i działacz poligraficzny, redaktor prasy branżowej[83]
  - Virginia Campbell – amerykańska aktorka[84]
  - Zbigniew Chrupek – polski ekonomista, profesor Uniwersytetu Warszawskiego[85]
  - Edward Duchiński – polski działacz podziemia niepodległościowego w czasie II wojny światowej, kawaler orderów[86]
  - Andy Ganteaume – trynidadzki krykiecista[87]
  - Stanisław Laber – polski profesor nauk technicznych, dr hab. inż.[88]
  - Dariusz Olejnik – polski samorządowiec i urzędnik, starosta sieradzki (2006–2016)[89]
  - Tony Phillips – amerykański baseballista[90]
  - Ray West – amerykański inżynier dźwięku nagrodzony Oskarem[91]
  - Andrzej Żuławski – polski reżyser, scenarzysta i aktor filmowy, pisarz[92]
- 16 lutego
  - Kenneth van Barthold – brytyjski pianista[93]
  - Leon Dyczewski – polski duchowny katolicki, franciszkanin, filozof i socjolog[94]
  - Czesław Erber – polski bibliolog, doktor habilitowany nauk humanistycznych, profesor Uniwersytetu Jana Kochanowskiego w Kielcach[95]
  - Gwyneth George – walijska wiolonczelistka[96]
  - Butrus Butrus Ghali – egipski polityk, sekretarz generalny ONZ[97]
  - Gregorio Garavito Jiménez – kolumbijski duchowny katolicki, biskup[98]
- 15 lutego
  - Jerzy Fiedler – polski pułkownik pożarnictwa, komendant wojewódzki Straży Pożarnych w Szczecinie i Poznaniu, kawaler orderów[99]
  - George Gaynes – amerykański aktor[100]
  - Jerzy Grałek – polski aktor[101]
  - Jerzy Kroh – polski chemik, profesor nauk chemicznych, twórca łódzkiej szkoły chemii radiacyjnej[102]
  - Marian Mączyński – polski działacz partyjny, wicewojewoda pilski (1975–1976)[103]
  - Walter McGowan – brytyjski bokser, mistrz świata[104]
  - Carlos Quintero Arce – meksykański duchowny katolicki, arcybiskup[105]
  - Jean Rabier – francuski operator filmowy[106]
  - Vanity – kanadyjska piosenkarka i aktorka[107]
- 14 lutego
  - Józef Błaszczykowski – polski kolejarz, działacz ludowy i samorządowiec[108]
  - Tadeusz Pawlaczyk – polski policjant, nadinspektor Policji oraz samorządowiec[109]
  - Jerzy Porębski – polski reżyser, scenarzysta i dziennikarz[110]
  - Jan Kanty Steczkowski – polski ekonomista, prof. dr hab. inż., wykładowca Uniwersytetu Ekonomicznego w Krakowie[111]
  - Steven Stucky – amerykański kompozytor[112]
- 13 lutego
  - Awigdor Ben-Gal – izraelski dowódca wojskowy pochodzenia polsko-żydowskiego, generał[113]
  - Andrzej Czyżewski – polski architekt, nauczyciel akademicki, kuzyn i biograf Marka Hłaski[114]
  - Stanisław Gać – polski działacz społeczny i państwowy, poseł na Sejm Ustawodawczy (1947–1952), pułkownik doktor WP[115]
  - Trifon Iwanow – bułgarski piłkarz[116]
  - Barry Jones – nowozelandzki duchowny katolicki, biskup[117]
  - Ilaz Kurteshi – jugosłowiański (kosowski) działacz komunistyczny, przewodniczący Zgromadzenia Socjalistycznej Prowincji Autonomicznej Kosowo (1969–1978) oraz Zgromadzenia Jugosławii (1985–1986)[118]
  - Wiesław Rudkowski – polski bokser, wicemistrz olimpijski i mistrz Europy[119]
  - Boris Samorodow – radziecki żużlowiec[120]
  - Slobodan Santrač – serbski piłkarz i trener[121]
  - Antonin Scalia – amerykański prawnik, sędzia Sądu Najwyższego USA[122]
  - Władimir Seriakow(inne języki) – radziecki polityk, premier Tuwińskiej ASRR (1984–1990)[123]
  - Krzysztof Skóra – polski biolog[124]
  - Aleksandra Sokołowska – polska specjalistka inżynierii materiałowej, prof. dr hab.[125]

W wyniku wypadku na moście przez kanał Södertälje, zginęli członkowie zespołu Viola Beach:
- Jack Dakin – brytyjski perkusista
- Chris Leonard – brytyjski gitarzysta i wokalista
- Tomas Lowe – brytyjski gitarzysta basowy
- River Reeves – brytyjski gitarzysta

- 12 lutego
  - Leonard Cebula – polski samorządowiec i ekonomista, działacz mniejszości niemieckiej, członek zarządu województwa opolskiego (1999)[128]
  - Maciej Władysław Grabski – polski metaloznawca, profesor zwyczajny Politechniki Warszawskiej, prezes Fundacji na rzecz Nauki Polskiej[129]
  - Johnny Lattner – amerykański futbolista[130]
  - Santiago Villa – kolumbijski motocyklista[131]
  - Xymena Zaniewska – polska projektantka mody, scenograf, architektka[132]
- 11 lutego
  - Renato Bialetti – włoski przedsiębiorca, prezes zakładów produkcji makinetek Bialetti w latach 1946–1986[133]
  - Kazimierz Bińkowski – polski siatkarz[134]
  - John Baptist Kakubi – ugandyjski duchowny katolicki, biskup[135]
  - Grażyna Kociniak – polska montażystka filmowa, żona aktora Mariana Kociniaka[136]
  - Bronisława Morawiecka – polski biolog, enzymolog, prof. dr hab.[137]
  - Juan Mujica – urugwajski piłkarz[138]
  - Kevin Randleman – amerykański zapaśnik i zawodnik MMA[139]
  - John Keith Wells – amerykański porucznik marine, uczestnik zdobycia góry Suribachi w trakcie bitwy o Iwo Jimę[140]
  - Franciszek Wójcikiewicz – polski skoczek spadochronowy, instruktor spadochronowy i szybowcowy[141]
- 10 lutego
  - Jacek Głuski – polski dziennikarz, pisarz i reżyser filmów dokumentalnych[142]
  - Anatolij Iljin – rosyjski piłkarz i trener piłkarski[143]
  - Lesław Kukawski – polski publicysta, działacz i sędzia jeździecki[144]
  - Bronisław Micherda – polski ekonomista, prof. dr hab.[145]
  - Janusz Nowotny – polski specjalista nauk o kulturze fizycznej, prof. dr hab., rektor Akademii Wychowania Fizycznego im. Jerzego Kukuczki w Katowicach[146][147]
  - Eliséo Prado – argentyński piłkarz[148]
  - Christopher Rush – amerykański rysownik, ilustrator Magic: The Gathering[149]
  - Witold Sulimirski – polski działacz polonijny, filantrop, bankier i finansista[150]
- 9 lutego
  - Sławomir Berdychowski – polski wojskowy, pułkownik, dowódca i organizator Jednostki Wojskowej AGAT[151]
  - Bożena Hager-Małecka – polska lekarka i polityk, posłanka na Sejm PRL VII, VIII i IX kadencji[152]
  - Sushil Koirala – nepalski polityk, premier Nepalu w latach 2014–2015[153]
  - Sibghatullah Modżaddedi – afgański polityk pochodzenia pasztuńskiego, prezydent Afganistanu w 1992[154]
  - Graham Moore – walijski piłkarz[155]
  - Władysława Nowak-Steffen – polska pielęgniarka, działaczka podziemia niepodległościowego w czasie II wojny światowej[156]
  - Edmund Papciak – polski działacz rzemieślniczy, kawaler Szabli Kilińskiego[157]
  - Jerzy Wawrzyniak – polski działacz jeździecki, hodowca koni, prezes Polskiego Związku Jeździeckiego w latach 1981–1992[158]
- 8 lutego
  - Amelia Bence – argentyńska aktorka[159]
  - John Disley – brytyjski lekkoatleta, medalista olimpijski w biegu na 3000 metrów z przeszkodami[160]
  - Johnny Duncan – amerykański aktor[161]
  - Nida Fazli – indyjski poeta[162]
  - Margaret Forster – angielska pisarka, biograf i niezależny krytyk literacki[163]
  - Mieczysław Lepczyński – polski działacz partyjny i państwowy, wojewoda pilski (1980–1982)[164]
  - Willie Richardson – amerykański futbolista[165]
  - Zdravko Tolimir – bośniacki dowódca wojskowy pochodzenia serbskiego, dowódca Armii Republiki Serbskiej w trakcie wojny w Bośni i Hercegowinie[166]
  - Violette Verdy – francuska tancerka baletowa[167]
- 7 lutego
  - Jan Warda – polski działacz podziemia niepodległościowego w czasie II wojny światowej, kawaler orderów[168]
- 6 lutego
  - Alastair Biggar – szkocki rugbysta[169]
  - Daniel Gerson – amerykański scenarzysta filmów animowanych[170]
  - Dan Hicks – amerykański piosenkarz[171]
  - Tomasz J. Kowalski – polski historyk i popularyzator lotnictwa, instruktor modelarski[172]
  - Anisa Machluf – syryjska nauczycielka, małżonka Hafiza al-Asada, pierwsza dama Syrii w latach 1971–2000[173]
  - Tadeusz Martusewicz – polski geodeta, działacz PTTK, kawaler orderów[174]
  - Jan Trębski – polski nauczyciel, działacz oświatowy i samorządowy, Honorowy Obywatel Miasta Piastowa[175]
- 5 lutego
  - Pierre Garmendia – francuski polityk[176]
  - Bodil Malmsten – szwedzka pisarka[177]
  - Kazimierz Ptasiński – polski działacz podziemia niepodległościowego w czasie II wojny światowej[178]
  - Maria Stypułkowska-Chojecka – polska pedagog, działaczka podziemia niepodległościowego w czasie II wojny światowej, uczestniczka Akcji Kutschera[179]
  - Krzysztofa Zwierz-Ciok – polska malarka[180]
- 4 lutego
  - Leslie Bassett – amerykański kompozytor muzyki klasycznej[181]
  - Edmund Bąk – polski działacz żeglarski, uczestnik regat, dyrektor Morskiej Stoczni Jachtowej im. Leonida Teligi w latach 1966–1980[182]
  - Marlow Cook – amerykański polityk, republikanin[183]
  - Kazimierz Denek – polski pedagog, profesor nauk humanistycznych, nauczyciel akademicki Uniwersytetu im. Adama Mickiewicza w Poznaniu[184]
  - Galina Leontjewa – radziecka siatkarka, dwukrotna mistrzyni olimpijska[185]
  - Bolesław Maculewicz – polski superstulatek, najstarszy mężczyzna w Polsce, służył w 4 Pułku Ułanów[186]
  - Dave Mirra – amerykański sportowiec, profesjonalny biker BMX i rajdowiec[187]
  - Edgar Mitchell – amerykański astronauta[188]
  - Jerzy Próchnicki – polski aktor teatralny i filmowy[189]
  - Adam Rębacz – polski wojskowy, generał[190]
  - Ulf Söderblom – fiński dyrygent[191]
  - Maurice White – amerykański piosenkarz, muzyk, producent muzyczny, aranżer i lider zespołu Earth, Wind & Fire[192]
- 3 lutego
  - Joe Alaskey – amerykański aktor głosowy i komik[193]
  - Big Kap – amerykański muzyk, producent muzyczny[194]
  - Mark Farren – irlandzki piłkarz[195]
  - Richie Giachetti – amerykański menedżer i trener bokserski[196]
  - Bohdan Głuszczak – polski reżyser i aktor teatralny, pedagog[197]
  - Balram Jakhar – indyjski polityk[198]
  - Michał Janiszewski – polski wojskowy, generał, szef Urzędu Rady Ministrów w latach 1981–1989[199]
  - József Kasza – serbski polityk i ekonomista pochodzenia węgierskiego[200]
  - Suat Mamat – turecki piłkarz i trener piłkarski[201]
  - John P. Riley Jr. – amerykański hokeista i trener[202]
  - Henryk Walinowicz – polski wojskowy, podpułkownik, działacz Związku Byłych Żołnierzy Zawodowych i Oficerów Rezerwy Wojska Polskiego, kawaler orderów[203]
- 2 lutego
  - Bogumił Bereś – polski inżynier, konstruktor i budowniczy szybowców[204]
  - Ernesto Bronzetti – włoski agent piłkarski, wieloletni konsultant Milanu, agent FIFA w latach 1994–2016[205]
  - Marian Denkiewicz – polski działacz podziemia niepodległościowego w czasie II wojny światowej, kawaler Orderu Virtuti Militari[206]
  - Bob Elliott – amerykański aktor i komik[207]
  - Intizar Hussain(inne języki) – pakistański pisarz, autor opowiadań i powieści, prozaik, publicysta, poeta[208]
  - Luiz Felipe Lampreia – brazylijski polityk i dyplomata[209]
  - Andrzej Misiorowski – polski konserwator zabytków oraz architekt[210]
  - Edna Ryan – amerykańska aktorka[211]
  - Juan Carlos Serrán – meksykański aktor[212]
- 1 lutego
  - Israr Ali – pakistański krykiecista[213]
  - Ali Beratlıgil – turecki piłkarz i trener piłkarski[214]
  - Jon Bunch – amerykański piosenkarz rockowy i autor piosenek[215]
  - Michał Jagiełło – polski taternik, alpinista, ratownik TOPR-u, przewodnik tatrzański, pisarz, poeta, eseista, publicysta[216]
  - Jan Lipiński – polski ekonomista, prof. zw. dr, przewodniczący Rady Naukowej Instytutu Rozwoju i Studiów Strategicznych[217][218]
  - Murray Louis – amerykański choreograf, tancerz i pedagog[219]
  - Kelly McGarry – nowozelandzki kolarz górski[220]
  - Óscar Humberto Mejía Victores – gwatemalski generał i polityk, prezydent Gwatemali w latach 1983–1986[221]
  - Paul Pholeros – australijski architekt[222]
  - Bernard Piras – francuski polityk, senator, mer Bourg-lès-Valence w latach 2001–2014[223]
  - Kunigal Ramnath – indyjski aktor[224]
  - Jim Reeves – niemiecki piosenkarz, autor tekstów i producent muzyczny[225]
  - Tadeusz Szantruczek – polski teoretyk muzyki i krytyk muzyczny[226]
  - Thomas Tigue – amerykański polityk, członek Izby Reprezentantów Pensylwanii w latach 1981–2006[227]
  - Jerzy Wojdyłło – polski dziennikarz i publicysta, uczestnik powstania warszawskiego[228]